# قیرآغاج (شهرستان لیلک)
قیرآغاج (به لاتین: Kayragach) یک روستا در قرقیزستان است که در شهرستان لیلک واقع شده‌است. قیرآغاج ۲٬۵۵۳ نفر جمعیت دارد.